# Радонић (Шибеник)
Радонић је насељено мјесто у Далмацији. Припада граду Шибенику, у Шибенско-книнској жупанији, Република Хрватска.

## Географија
Налази се између Шибеника и Дрниша. Један дио Радонића припада граду Шибенику, а други граду Дрнишу. Насеље је удаљено око 18 км источно од Шибеника.

## Становништво
Према попису из 1900. године, имао је 199 становника, од чега 125 Срба и 74 Хрвата. Према попису из 1991. године, Радонић у општини Шибеник је имао 124 становника, од чега 60 Хрвата, 50 Срба, 8 Југословена и 6 осталих. Радонић је према попису из 2011. године имао 79 становника.
| Демографија | Демографија | Демографија |
| Година      | Становника  | Становника  |
| ----------- | ----------- | ----------- |
| 1961.       | 215         |             |
| 1971.       | 185         |             |
| 1981.       | 159         |             |
| 1991.       | 124         |             |
| 2001.       | 85          |             |
| 2011.       |             | 79          |

## Попис 1991.
На попису становништва 1991. године, насељено место Радонић је имало 124 становника, следећег националног састава:
| Попис 1991.‍        | Попис 1991.‍        | Попис 1991.‍ | Попис 1991.‍ | Попис 1991.‍ |
| ------------------ | ------------------ | ----------- | ----------- | ----------- |
|                    |                    |             |             |             |
| Хрвати             | Хрвати             |             | 60          | 48,38%      |
| Срби               | Срби               |             | 50          | 40,32%      |
| Југословени        | Југословени        |             | 8           | 6,45%       |
| регион. опредељени | регион. опредељени |             | 5           | 4,03%       |
| непознато          | непознато          |             | 1           | 0,80%       |
| укупно: 124        |                    |             |             |             |

## Презимена
- Врљевић — Православци, славе Ђурђевдан
- Миловац — Православци, славе Аранђеловдан
- Ширко — Православци, славе Ђурђевдан